# Stavanger/Sandnes

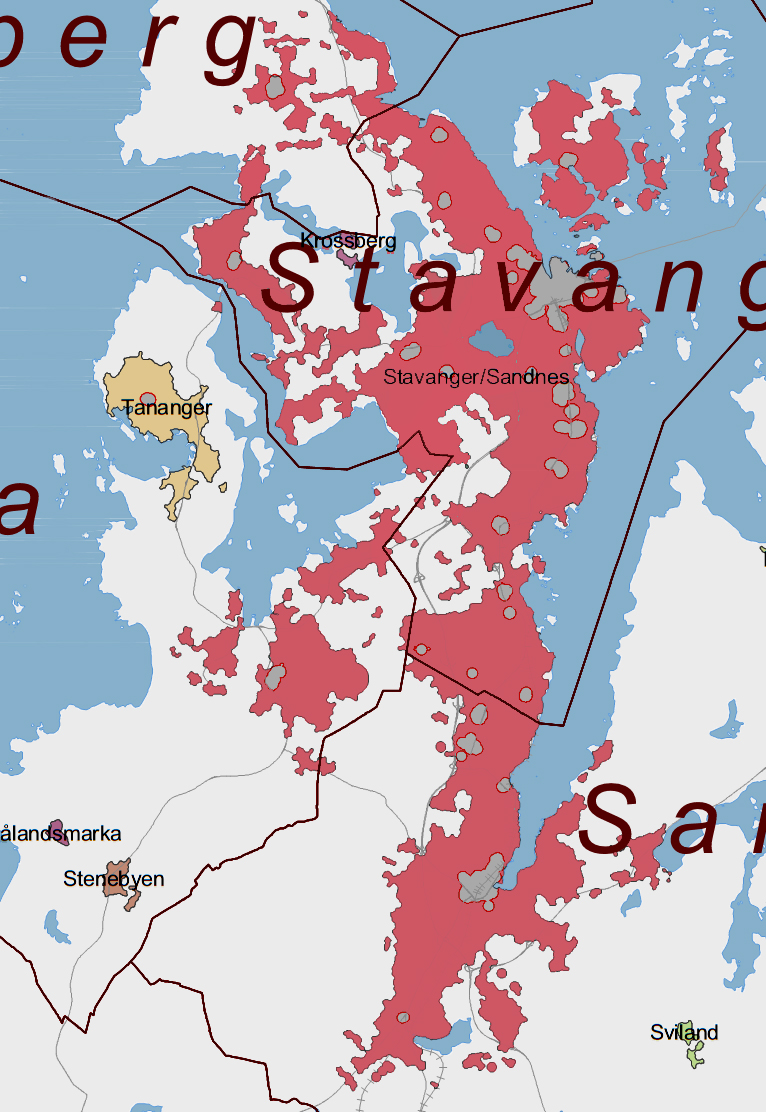
Área urbana de Stavanger/Sandnes (en rojo)

Stavanger/Sandnes es la tercera área urbana más grande de Noruega —después de las áreas metropolitanas de Oslo y Bergen—, con una población de 207 439 habitantes a 1 de enero de 2014. Consiste en las zonas densamente urbanizadas de Stavanger, Sandnes, Sola y Randaberg.
La zona ha tenido un gran aumento de la población en los últimos años y es una de las áreas urbanas de más rápido crecimiento en Noruega. Se espera que grandes zonas del municipio de Sola crezcan dentro del área urbana en el futuro.

## Población
| Name      | Población en el área urbana (2014) | Población total del municipio (2015) |
| --------- | ---------------------------------- | ------------------------------------ |
| Stavanger | 127 848                            | 132 102                              |
| Sandnes   | 57 368                             | 73 624                               |
| Sola      | 13 340                             | 25 708                               |
| Randaberg | 8883                               | 10 556                               |